# 鰍澤口站
鰍澤口站（日语：／ Kajikazawaguchi eki */?）是位於山梨縣西八代郡市川三鄉町黑澤369號，東海旅客鐵道（JR東海）的身延線車站。
特急「富士川」在內的所有定期列車均條靠本站。來自甲府的半數普通列車於此站折返，富士方向的列車較少。

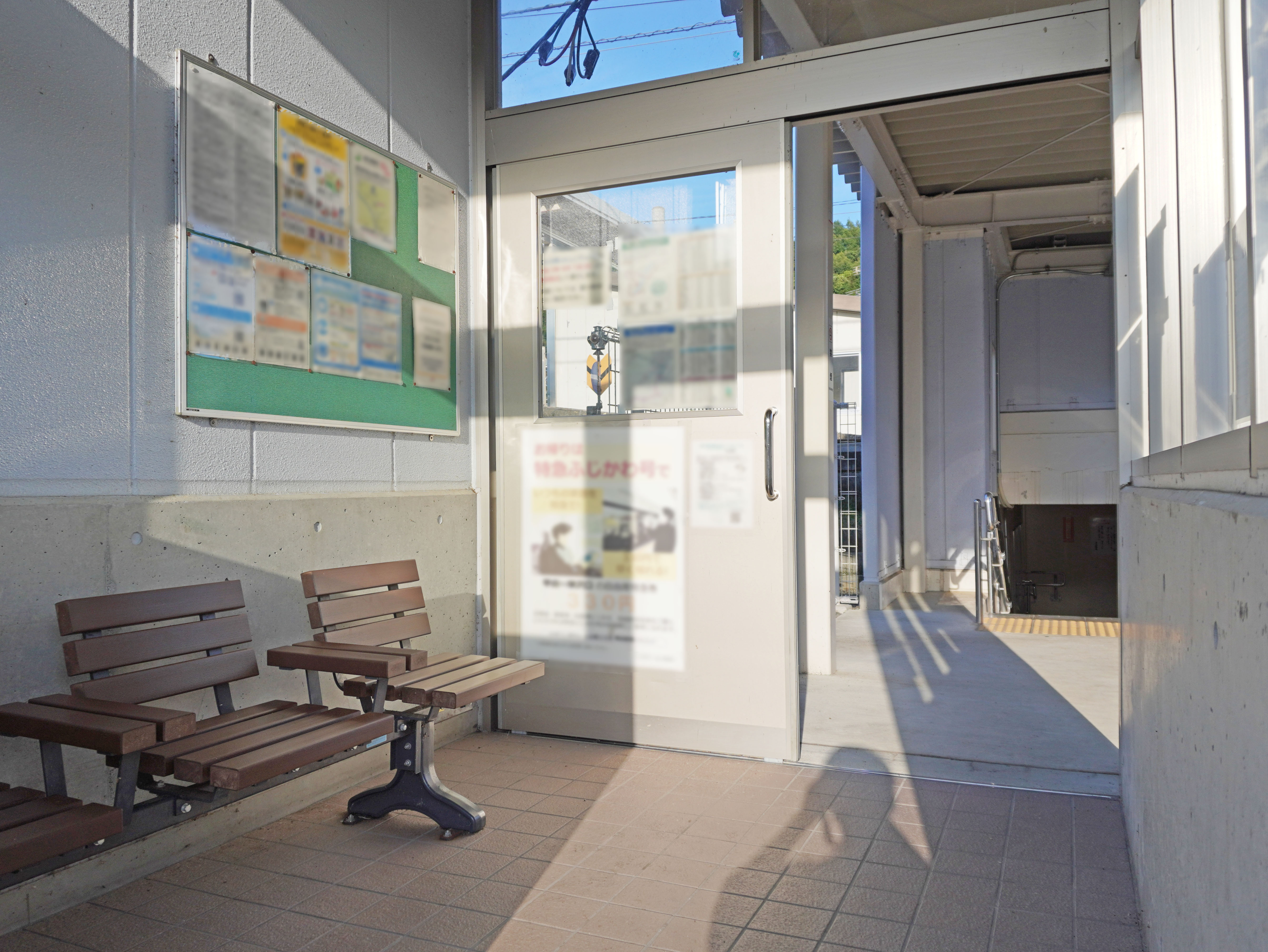
候車室内(2022年9月)

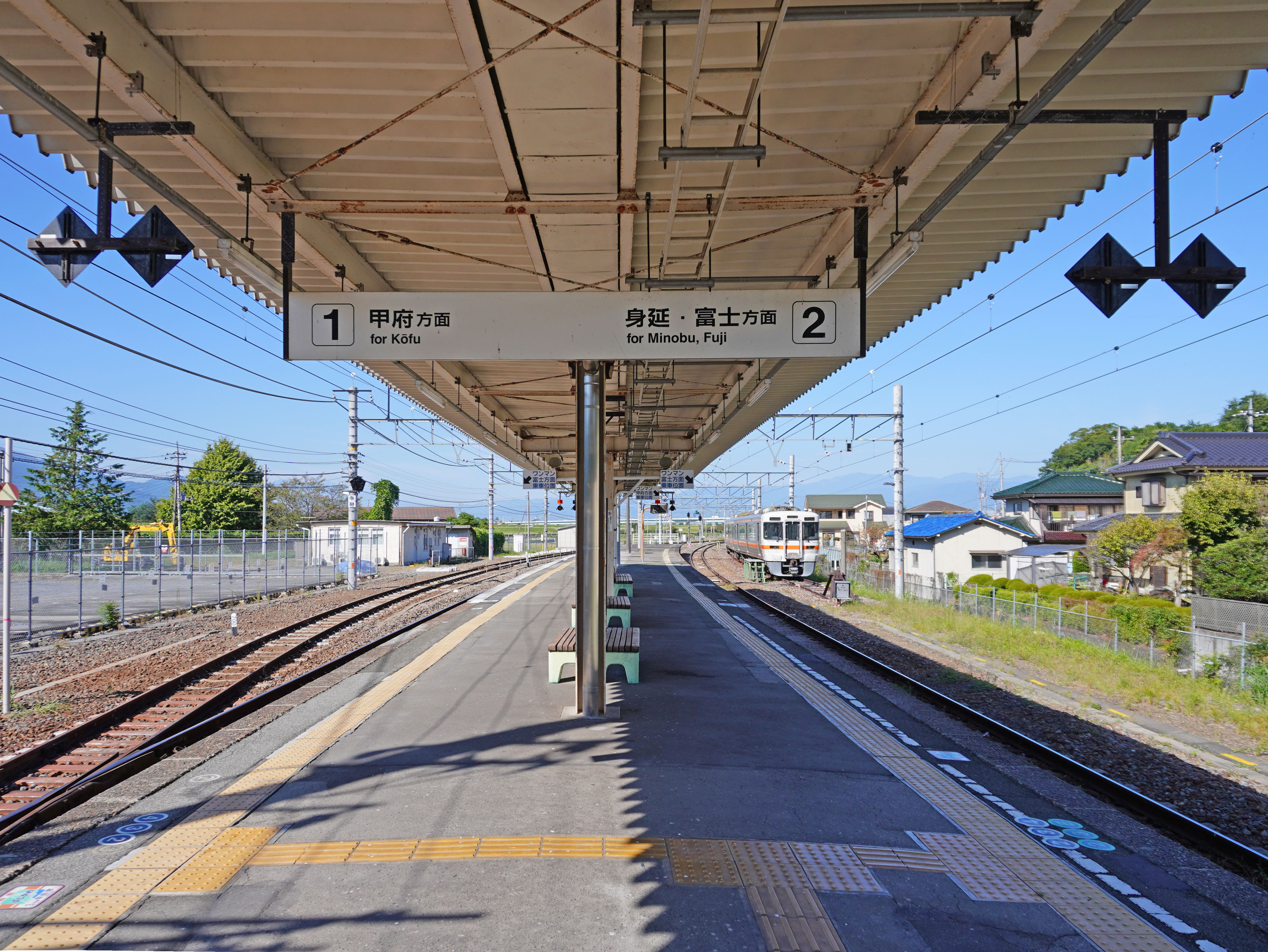
1號與2號月台(2022年9月)

## 歷史
- 1927年（昭和2年）12月17日：富士身延鐵道身延至市川大門之間開通，此站啟用。當時車站名為鰍澤黑澤站（日语：／），為一般車站[1]。
- 1938年（昭和13年）10月1日：富士身延鐵道借給鐵道省使用，成為身延線[1]。同時車站改名為鰍澤口站。
- 1941年（昭和16年）5月1日：富士身延鐵道正式國有化[1]。
- 1972年（昭和47年）9月20日：結束貨物起卸業務。
- 1987年（昭和62年）4月1日：伴隨國鐵分割民營化，車站由東海旅客鐵道（JR東海）營運[1]。
- 2006年（平成18年）3月18日：實施時間表修正，原本部分特急通過此站，變為所有特急均停靠此站。
- 2012年（平成24年）3月17日：隨著使用人次減少，當時時間表修正起成為無人車站[2]。

## 車站構造
本站是地面車站，設有1面2線的島式月台和2條側線。站房位於車站西邊。靠邊車站的月台是1號月台（甲府方向），對面是2號月台（富士方向）。折返列車中，當不需等待後班的特急列車通過時，列車會駛進反方向的月台。車站大樓與月台靠近落居一方設有行人隧道連接。
本站是由身延站管理的無人車站。在2012年3月16日前，此站是業務委託車站，委托了東海交通事業負責車站業務。當時車站設有JR全線售票處和自動售票機。此站設有2架列車進行夜間停泊。在車站內靠近市川大門一方設有JR東海的鰍澤口乘務員休息室。

### 月台
| 月台 | 路線   | 上下行 | 方向           |
| ---- | ------ | ------ | -------------- |
| 1、2 | 身延線 | 上行   | 身延、富士方向 |
| 1、2 | 身延線 | 下行   | 甲府方向       |

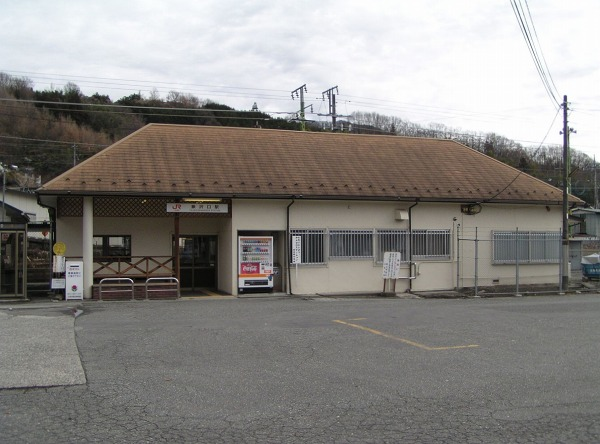
舊站房（2006年1月）

## 使用狀況
以下為近年1日乘車人次列表：
| 乘車人次變化 | 乘車人次變化     | 乘車人次變化 |
| 年度         | 1日平均 乘車人次 |              |
| ------------ | ---------------- | ------------ |
| 2006年       | 205              |              |
| 2007年       | 204              |              |
| 2008年       | 205              |              |
| 2009年       | 196              |              |
| 2010年       | 194              |              |
| 2011年       | 177              |              |
| 2012年       | 162              |              |
| 2013年       | 155              |              |
| 2014年       | 142              |              |
| 2015年       | 124              |              |
| 2016年       | 128              |              |
| 2017年       | 135              |              |

## 車站周邊
車站位於市川三鄉町（舊・市川大門町）黒澤。車站名稱取自富士川對面岸的南巨摩郡富士川町鰍澤地區。車站鄰近富士川町位於富士川（左岸）的地區，該地區設有富士川町站前通1丁目、2丁目與大字站前通。由於黑澤與鰍澤是富士川船運的繁榮的地區，因此車站啟用時使用兩者的名稱，名為「鰍澤黑澤站」。在車站東北方300米設有笛吹川和釜無川匯合處。
- 大法師公園（日语：大法師公園）
- 富士川町公所 鰍澤分廳舍（舊・鰍澤町公所）
- 山梨交通（日语：山梨交通）、山交市鎮客車（日语：山交タウンコーチ） 鰍澤營業所（日语：山梨交通鰍沢営業所）
- 鰍澤郵局
- 戶川溫泉
- 赤石溫泉（日语：赤石温泉 (山梨県)）
- 十谷溫泉
- 黑澤郵局

## 巴士路線
由山梨交通運行的身延町營巴士身延鰍澤線駛入站前。
- 前往富士川醫院（日语：峡南医療センター富士川病院）
- 經飯富、波高島站 前往身延分所前、身延站

## 相鄰車站
東海旅客鐵道（JR東海）
 身延線
- 特急「富士川」停車站

落居－鰍澤口－市川大門

## 注腳
1. 1 2 3 4 5  曾根悟（監修）. 朝日新聞出版分冊百科編集部（編集） , 编. . 週刊 歴史でめぐる鉄道全路線 国鉄・JR (朝日新聞出版). 2009-07-26, (3): 22–23 （日语）.
2. 1 2 3  . 讀賣新聞 (讀賣新聞社). 2012-02-10: 31 （日语）.
3. 1 2  用車站時間表的方向資訊。詳情參見JR東海官方網站的各站時間表 （页面存档备份，存于）（截至2015年1月）。
4. ↑  「山梨縣統計年鑑」
5. ↑  平成20年山梨縣統計年鑑 運輸、通信 3 JR（東日本、東海、貨物）縣內運輸實績 （页面存档备份，存于） 把總數（人數）除以365。
6. ↑  平成21年山梨縣統計年鑑 運輸、通信 3 JR（東日本、東海、貨物）縣內運輸實績 （页面存档备份，存于） 把總數（人數）除以366。
7. ↑  平成22年山梨縣統計年鑑 運輸、通信 3 JR（東日本、東海、貨物）縣內運輸實績 （页面存档备份，存于） 把總數（人數）除以365。
8. ↑  平成23年山梨縣統計年鑑 運輸、通信 3 JR（東日本、東海、貨物）縣內運輸實績 （页面存档备份，存于） 把總數（人數）除以365。
9. ↑  平成25年山梨縣統計年鑑 運輸、通信 3 JR（東日本、東海、貨物）縣內運輸實績 （页面存档备份，存于） 把總數（人數）除以365。